# Nigtevecht
Nigtevecht is een dorp aan de Vecht in het uiterste noordwesten van de Nederlandse provincie Utrecht, behorend tot de gemeente Stichtse Vecht. Het dorp heeft 1.605 inwoners (2023). Tot 1989 vormde het een afzonderlijke gemeente. In 1989 ging de gemeente Nigtevecht op in de gemeente Loenen, om vervolgens in 2011 op te gaan in de fusiegemeente Stichtse Vecht.

## Geschiedenis
Nigtevecht werd in 1281 voor het eerst genoemd. Het was oorspronkelijk een langgerekt dorp op een rivierduin langs de linkeroever van de slingerende Vecht. Tegenwoordig heeft het een dorpskom in een bocht van de rivier. Aan deze ligging dankt Nigtevecht ook zijn naam, het is een verbastering van 'Niftervecht', "aan de Vecht".
Nigtevecht lag tijdens de Franse Oorlog in 1672 aan de Franse kant van de waterlinie, en werd nagenoeg geheel vernietigd door de Franse troepen. Alleen de kerktoren is bewaard gebleven.
Nabij het dorp, maar daarvan gescheiden door het Amsterdam-Rijnkanaal (en de gemeentegrens met de Ronde Venen), bevindt zich het Fort bij Nigtevecht. Het maakt deel uit van de Stelling van Amsterdam en werd gebouwd tussen 1888 en 1903.
De Velterslaan, de verbinding tussen het Gein en Nigtevecht, werd na de aanleg van het Merwedekanaal in 1892, tegenwoordig het Amsterdam-Rijnkanaal, doorbroken. Het korte overblijvende stuk in Nigtevecht heet sindsdien Korte Velterslaan. Op 3 augustus 2018 werd de Liniebrug, een fiets- en voetgangersbrug over het Amsterdam-Rijnkanaal, ingebruik genomen waarmee de Velterslaan en de Korte Velterslaan na meer dan 50 jaar weer met elkaar verbonden zijn sinds de opheffing van het pontveer in 1968, zij het niet in rechte lijn. Deze brug vormt sindsdien een verbindende schakel in het recreatieve fietspadennetwerk en vormt tevens een snellere verbinding tussen Nigtevecht en Amsterdam-Zuidoost en Abcoude. In samenhang hiermee kwam er een faunatunnel onder de Kanaaldijk-Oost om dieren die het kanaal zwemmend willen oversteken op een veilige manier de autoweg te laten kruisen.
De Dorpsstraat van Nigtevecht is een beschermd dorpsgezicht. De hervormde kerk van Nigtevecht dateert uit de 13de eeuw. De rooms-katholieken van Nigtevecht vallen onder de parochie van het aan de overkant van de Vecht (tevens provinciegrens) gelegen Nederhorst den Berg. Een fietsveer onderhoudt een verbinding tussen beide dorpen en vormt daarmee ook een populaire fietsroute.
In Nigtevecht staat een poldermolen, de Garstenmolen, een achtkante grondzeiler uit 1876.
Aan de Vreelandseweg is de voetbalclub DOB gevestigd, wat een afkorting is van Door Oefening Beter. De club is in 1947 opgericht.

## Sluizen in Nigtevecht

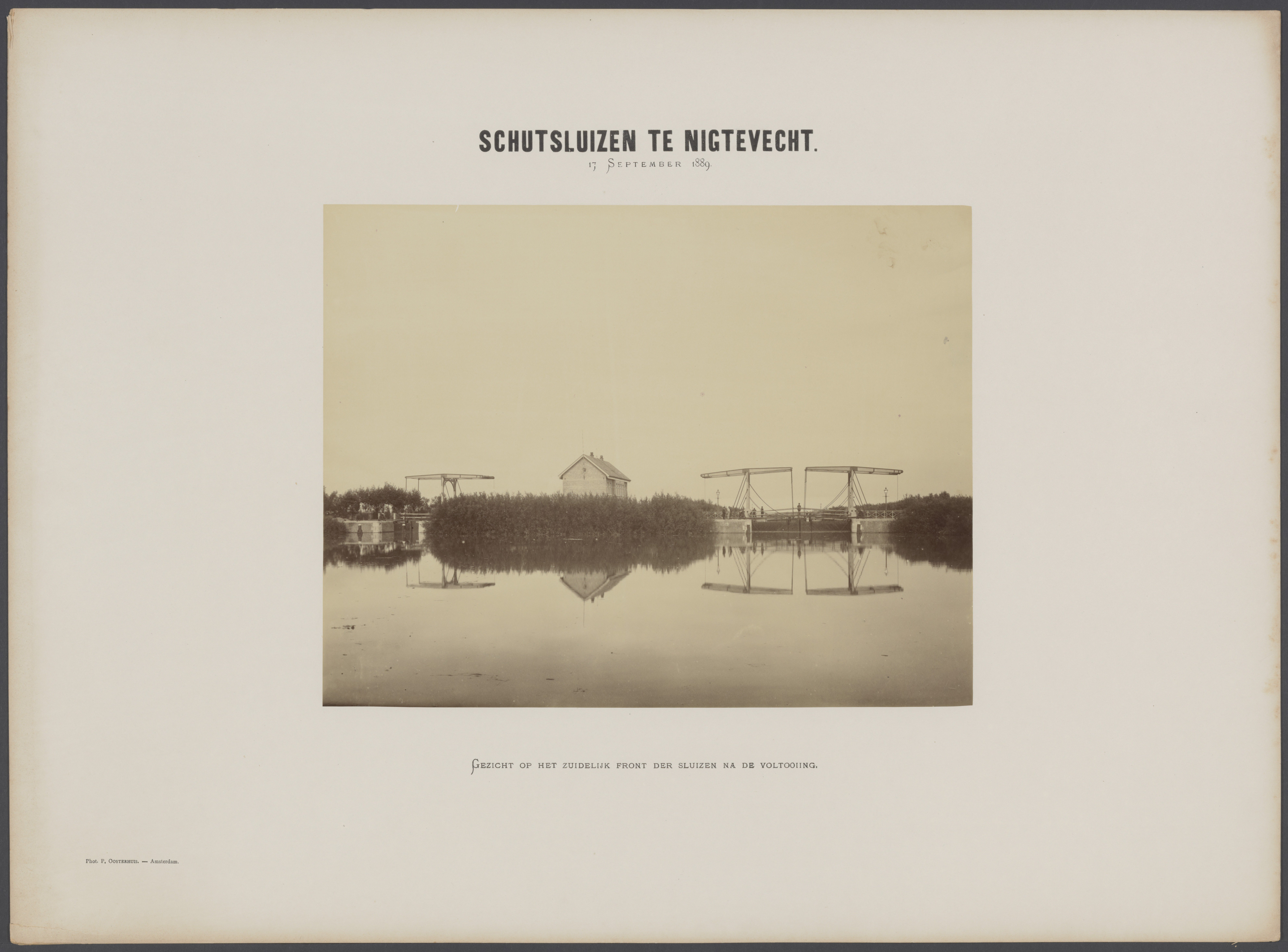
Schutsluizen te Nigtevecht in 1889

Nigtevecht ligt in een bocht van de rivier de Vecht. Langs het dorp loopt ook het Amsterdam-Rijnkanaal, wat als Merwedekanaal in 1892 werd geopend voor het scheepvaartverkeer. Sindsdien is de Vecht door middel van twee schutsluizen ten westen van Nigtevecht verbonden met het kanaal.
Er zijn twee parallel gelegen schutsluizen gebouwd. Van de grote sluis is de sluiskom ongeveer 110 meter lang en 35 meter breed; de doorvaartwijdte is circa 12,5 meter. Deze sluis is nog in gebruik maar staat overwegend open. De kleine sluis was, inclusief de hoofden, ongeveer 60 meter lang en 6 meter breed. Deze sluis is niet meer functioneel; het zuidelijke hoofd is dicht en in het noordelijke hoofd ontbreken de puntdeuren.
Vanuit een militair oogpunt was dit mogelijk ook interessant, het Merwedekanaal zou extra water kunnen aanvoeren voor de inundatie van het gebied. Op meerdere plaatsen langs het kanaal zijn daarvoor verbindingen gemaakt. Gezien de richting en type schutdeuren en het overwegend hoge Vechtwater wordt de militaire functie van de sluizen echter betwijfeld. In een niet voltooid manuscript van een studie door H.C.J. Meys, 1e Luitenant der Infanterie, Koninklijke Militaire Academie (KMA) te Breda uit 1903 wordt het inundatieproces beschreven. Aan de sluizen in Nigtevecht wordt daarin geen rol toebedeeld.

## Openbaar vervoer
Op maandag tot en met zaterdag overdag rijdt Syntus Utrecht buurtbus lijn 522 door het dorp en geeft met een klein busje eenmaal per uur een verbinding met station Weesp en Vreeland.

## Geboren in Nigtevecht
- Nienke de la Rive Box (1986), presentatrice en actrice

## Woonachtig geweest in Nigtevecht
- Martha van Vloten, letterkundige en vertaler, vrouw van Frederik van Eeden (overleed in Nigtevecht in 1943);
- M.H. Laddé, fotograaf en regisseur van de eerste Nederlandse film;
- Ralph Inbar, televisieregisseur en presentator.
- Wendy van Dijk
- Jort Kelder